# Воробьёв, Николай Сергеевич
Никола́й Серге́евич Воробьёв (28 марта (10 апреля) 1895 — 11 февраля 1984) — русский офицер, герой Первой мировой войны, участник Белого движения. Из дворян Воробьёвых.

## Биография
В Первую мировую войну состоял в 126-м пехотном Рыльском полку. Произведен в подпоручики 23 февраля 1916 года. Удостоен ордена Святого Георгия 4-й степени
За то, что в бою 22-го мая 1916 года, при прорыве укрепленной неприятельской позиции у сел. Громешты, командуя ротой 126-го пехотного Рыльского полка, не взирая на сильный огонь неприятеля, во главе роты бросился в атаку, преодолел проволочные заграждения и, первым ворвавшись в окопы противника, выбил его штыковым ударом и овладел двумя действовавшими пулеметами, а вслед затем, приняв энергичное участие во взятии полком дер. Доброноуц, отбил ряд упорных контр-атак противника и захватил в плен 7 офицеров и 180 нижних чинов.
Произведен в поручики 16 октября 1916 года, в штабс-капитаны — 22 апреля 1917 года.
В Гражданскую войну участвовал в Белом движении на Юге России. Во ВСЮР и Русской армии — в Корниловской дивизии до эвакуации Крыма. Подполковник. Галлиполиец. С 24 декабря 1921 года назначен начальником комендантской команды Корниловского полка. Осенью 1925 года — в составе того же полка в Болгарии.
В эмиграции во Франции. Полковник. На протяжении многих лет был деятельным прихожанином храма Христа Спасителя в Аньере. Скончался в 1984 году в Кормей-ан-Паризи. Похоронен на кладбище Сент-Женевьев-де-Буа. Был женат на Тамаре Владимировне Скоблиной (1900—1969). Их дочь Тамара (р. 1935) преподавала в церковной школе при аньерском храме, а затем в церковной школе при Александро-Невском соборе в Париже.

## Награды
- Орден Святого Станислава 3-й ст. с мечами и бантом (ВП 29.03.1916)
- Орден Святой Анны 4-й ст. с надписью «за храбрость» (ВП 21.05.1916)
- Орден Святого Георгия 4-й ст. (ВП 10.09.1916)